# Franz Storch

Bustul lui Franz Storch de la mormântul său din Cimitirul Evanghelic Luteran din București

Franz Storch (n. 11 septembrie 1927, Timișoara – d. 6 iunie 1982) a fost un scriitor de limbă germană, șvab din Banat.
Din 1949 a fost redactor la ziarul Neuer Weg.  
Din 1964 Franz Storch a devenit redactor la revista Volk und Kultur, în 1967 redactor-șef adjunct, iar din 1969 până la moarte (1982) a fost redactor șef al revistei.  În anul 1968, în revista Volk und Kultur fuseseră publicați 18 autori cu poezii pe linia Partidului, în timp ce în 1969, anul când Franz Storch a devenit redactor-șef, s-au mai publicat numai trei. Această reducere nu este numai meritul lui Franz Storch, ci se datorează și politicii de destindere inițiate de regimul lui Nicolae Ceaușescu.
Este considerat un autor de literatură angajată în spiritul realismului socialist.
Ca răsplată a activității sale în campania antiemigrare, în 1977 Franz Storch a fost ales vicepreședinte al Uniunii Scriitorilor din România.

## Scrieri
Romane
- Gebannte Schatten, Editura Tineretului 1959, roman SF. A fost tradus în românește doi ani mai târziu și a  apărut sub titlul Umbre încătușate tot la Editura Tineretului[6]
- Drei schwere Tage (Trei zile grele), 1968
- Der Fall Nr. 13 (Cazul Nr. 13), Editura Facla, 1974, roman polițist, reeditat la Editura Kriterion, București, 1989 cu ISBN 73-26-0100-0

Proză scurtă
- Das Pfauenrad, Editura Tineretului, București, 1964
- Am Rande des Kerzenscheins / Kurze Prosa, Editura Tineretului, București
- Im Krawallhaus - Ein Lausbub entdeckt die Welt (În casa cu tărăboi - un puști descoperă lumea), Editura Tineretului, 1963;  Editura "Union Verlag Berlin", 1974 - Povestiri umoristice
- Das Holzgrammophon, Erzählungen (Patefonul de lemn). Volumul cuprinde 6 povestiri: Die Trompetenschnecke (Melcul de trompetă); Der Silberring (Inelul de argint), Die längste Nacht (Cea mai lungă noapte); Die Einladung (Invitația); Die Fingerspitzen (Vârfurile degetelor) și Das Holzgrammophon. Prima este o poveste de dragoste în timpul concediului la mare, iar ultima povestire prezintă, pe fundalul unui stil de literatură proletcultistă, peripețiile a trei băieți de 13, 12 și 10 ani, care pentru a-și putea îndeplini visul de a deține un patefon, se angajează ca sezonieri într-o fabrică de  lăzi. Editura pentru literatură, București, 1966
- Inginerul de gramofoane - schițe și povestiri, în românește de Elena Davidescu ; pref. de Constantin Chiriță, Editura Kriterion, București 1973
- Sonst geschah nichts – kurze Prosa (În rest nu s-a întâmplat nimic), Editura Kriterion, București 1978
- Zwischenstation (Stație intermediară) , Editura Kriterion, București, 1981
- Die singende Uhr / Kurze Prosa (Ceasul cântător), Editura Kriterion, București, 1983
- Silben im Wind - Kurze Prosa (Silabe în vânt), Editura Union, Berlin, 1987

A scris un cuvânt înainte la romanul știițifico-fantastic Orașele scufundate de Felix Aderca, apărut în 1970 în traducere germană sub titlul Die Unterwasserstädte (Wissenschaftlich-phantastischer Roman) la Editura Kriterion din București.